# Hans-Jörg Vogler
Hans-Jörg Vogler (* 25. August 1950 in Einbeck) ist ein deutscher Journalist und Buchautor.

## Ausbildung und Beruf
Nach der Schulausbildung (Mittlere Reife) in Hanau schloss er eine Ausbildung zum Industriekaufmann ab. Danach absolvierte er ein Volontariat beim Hanauer Anzeiger. Zwischen 1978 und 1980 war er beim Deutschen Fachverlag angestellt, zuletzt als Redaktionsleiter. Nach zehnjähriger Arbeit in der europäischen Kommunikationsabteilung des amerikanischen Chemiekonzern DuPont arbeitet er seit 1991 als freiberuflicher Journalist in Biebergemünd (Spessart). Vogler ist in zweiter Ehe verheiratet und hat drei Söhne.

## Veröffentlichungen
Vogler publiziert regelmäßig zu Themen des Technischen Brandschutzes, so lautet auch der Titel eines Fachbuches, das im Jahr 2003 im ecomed Verlag erschienen ist. Weitere Bücher: Kulinarische Entdeckungsreise durch das Burgenland (2005) durch Eifel, Saar-Hunsrück und Pfälzerwald (2005) und Westfalen (2006), alle erschienen im Umschau Verlag.